# Myśliki
Myśliki (deutsch Fröhlichen) ist ein Dorf in der polnischen Woiwodschaft Ermland-Masuren, das zur Gmina Biała Piska (Stadt- und Landgemeinde Bialla, 1938 bis 1945 Gehlenburg) im Powiat Piski (Kreis Johannisburg) gehört.

## Geographische Lage
Myśliki liegt im südlichen Osten der Woiwodschaft Ermland-Masuren, 24 Kilometer östlich der Kreisstadt Pisz (deutsch Johannisburg).

## Geschichte
Fröhlichen wurde im Jahre 1471 durch den Deutschen Ritterorden als Freigut mit 15 Hufen nach magdeburgischem Recht gegründet. 
Von 1874 bis 1945 war der Ort in den Amtsbezirk Belzonzen (1938 in „Amtsbezirk Großdorf (Ostpr.)“ umbenannt) eingegliedert, der zum Kreis Johannisburg gehörte.
Im Jahr 1910 zählte Fröhlichen 115 Einwohner, 1933 waren es 104 und 1939 noch 71. Aufgrund der Bestimmungen des Versailler Vertrags stimmte die Bevölkerung im Abstimmungsgebiet Allenstein, zu dem Fröhlichen gehörte, am 11. Juli 1920 über die weitere staatliche Zugehörigkeit zu Ostpreußen (und damit zu Deutschland) oder den Anschluss an Polen ab. In Fröhlichen stimmten 60 Einwohner für den Verbleib bei Ostpreußen, auf Polen entfielen keine Stimmen.
In Kriegsfolge kam Fröhlichen 1945 mit dem gesamten südlichen Ostpreußen zu Polen und erhielt die polnische Namensform „Myśliki“. Heute ist es Sitz eines Schulzenamtes (polnisch Sołectwo) und somit eine Ortschaft im Verbund der Stadt- und Landgemeinde Biała Piska (Bialla, 1938 bis 1945 Gehlenburg) im Powiat Piski (Kreis Johannisburg), bis 1998 der Woiwodschaft Suwałki, seither der Woiwodschaft Ermland-Masuren zugehörig. Im Jahre 2011 waren in Myśliki 31 Einwohner registriert.

## Religionen
Bis 1945 war Fröhlichen in die evangelische Kirche Skarzinnen in der Kirchenprovinz Ostpreußen der Kirche der Altpreußischen Union sowie in die römisch-katholische Kirche Johannisburg im Bistum Ermland eingepfarrt. 
Heute gehört Myśliki katholischerseits zur Pfarrei Skarżyn im Bistum Ełk der Römisch-katholischen Kirche in Polen, während die evangelischen Einwohner sich zur Kirchengemeinde in Biała Piska halten, einer Filialgemeinde der Pfarrei Pisz in der Diözese Masuren der Evangelisch-Augsburgischen Kirche in Polen.

## Verkehr
Myśliki liegt an einer Nebenstraße, die von Kożuchy Małe nach Skarżyn (Skarzinnen, 1938 bis 1945 Richtenberg (Ostpreußen)) und weiter bis nach Prostki (Prostken) führt. Eine Bahnanbindung besteht nicht.